# طائفة لبلة
طائفة لبلة هي إحدى ممالك الطوائف أسسها أبو العباس اليحصبي عام 414 هـ في الأندلس أثناء فتنة الأندلس، واستمرت لثلاثين عامًا إلى أن سقطت في أيدي قوات المعتضد بن عباد صاحب إشبيلية عام 445 هـ.

## تاريخ الطائفة
ثار بها أيام الفتنة، أبو العباس أحمد بن يحيى اليحصبي، وبايعه أهلها سنة 414 هـ حتى توفي عام 433 هـ، فخلفه أخوه أبو عبد الله محمد بن يحيى اليحصبي الملقب بعز الدولة الذي شهدت فترة حكمه، تحرش المعتضد بن عباد صاحب إشبيلية بالإمارة، عن طريق المطالبات المادية والإغارات. فاستغاث محمد بن يحيى بالمظفر بن الأفطس صاحب بطليوس. هبّ المظفر لنجدة لبلة، والاشتباك مع قوات المعتضد. فرد المعتضد بأن حرك قوات أخرى لمهاجمة أراضي بطليوس، ووقعت معارك طاحنة بينهما عام 439 هـ، كانت الغلبة فيها للمعتضد في البداية ثم دارت عليه الدائرة.
ومع زيادة الضغط على لبلة، آثر اليحصبي التصالح مع المعتضد، وهو ما لم يرض به ابن الأفطس بل وهاجم لبلة، فاستغاث ابن يحيى بالمعتضد. وعادت المعارك بين المظفر والمعتضد عام 442 هـ، كانت الغلبة فيها للمعتضد، ولم تنته المعارك إلا بوساطة من أبي الوليد بن جهور صاحب قرطبة، لينعقد الصلح في ربيع الأول 443 هـ. عندئذ، وجد المعتضد الفرصة سانحة للتضييق على لبلة، فاضطر محمد بن يحيى للتنازل عن الحكم لابن أخيه أبي نصر فتح بن خلف اليحصبي الملقب بناصر الدولة، الذي عقد السلم مع المعتضد، وأدى له جزية سنوية. لم يكتف للمعتضد بذلك، وهاجم لبلة مجددًا، فقاوم ناصر الدولة حتى أجبر على تسليم لبلة إلى المعتضد، وغادرها إلى قرطبة عام 445 هـ.

## حكام الطائفة
- أبو العباس أحمد بن يحيى اليحصبي (414 هـ - 433 هـ)
- أبو عبد الله محمد بن يحيى اليحصبي (433 هـ - 443 هـ)
- أبو نصر فتح بن خلف بن يحيى اليحصبي (443 هـ - 445 هـ)

## راجع أيضا
- آل ابن الجد